# Gloriet

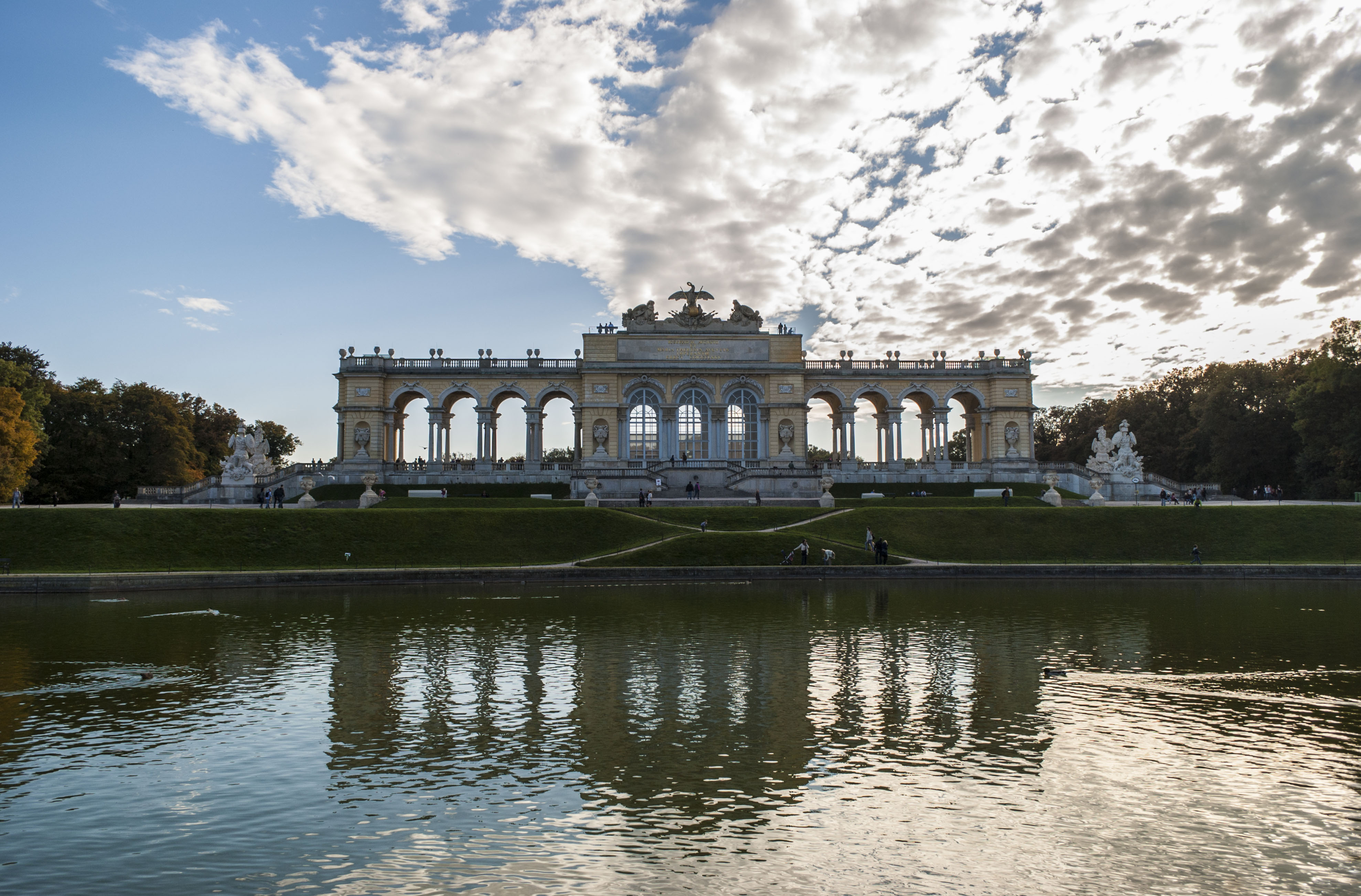
Největší gloriet v Schönbrunnu z roku 1775

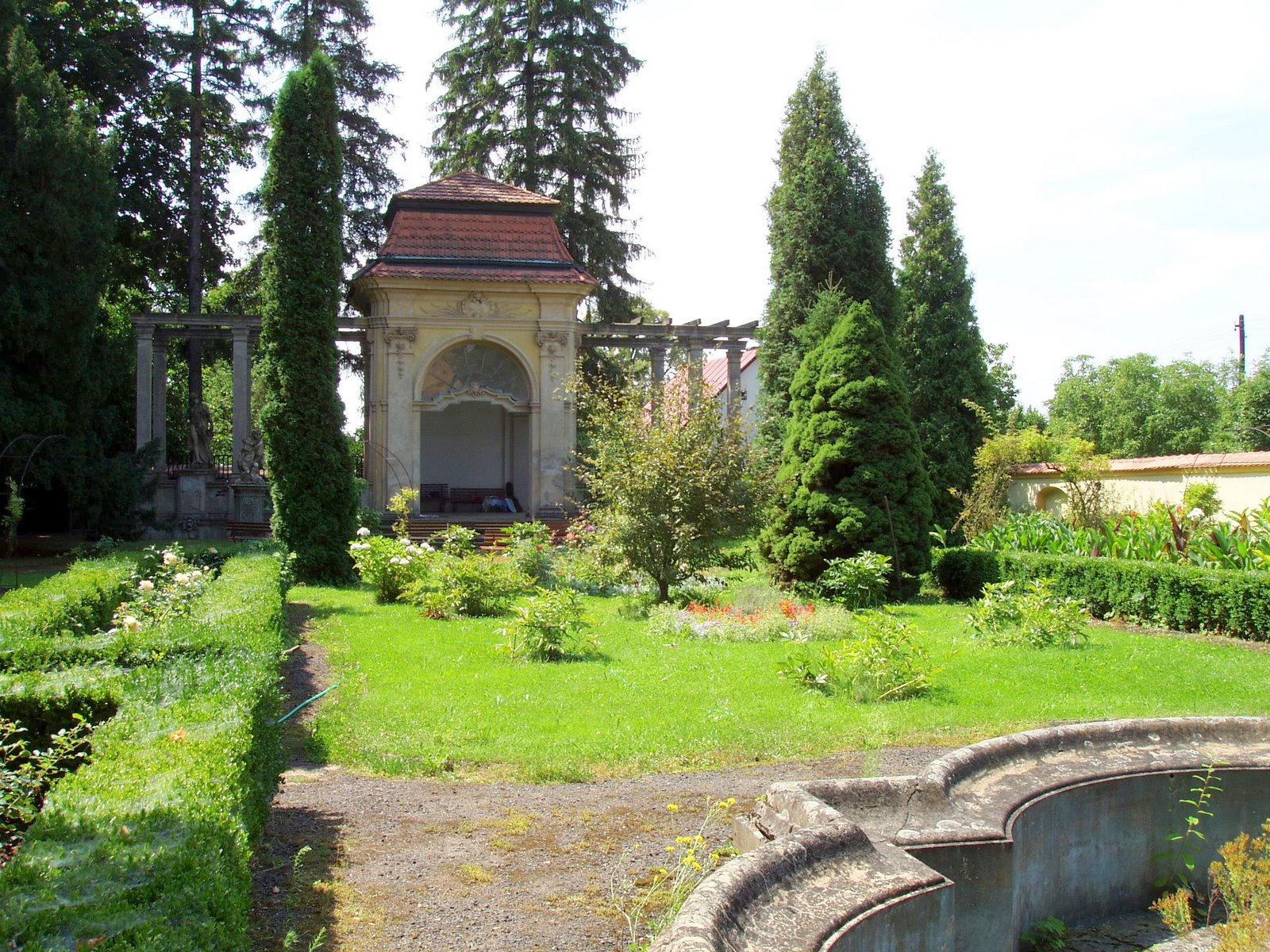
Gloriet v parku zámku ve Vidimi

Gloriet (z francouzského gloriette, zdrobněle sláva) je ozdobná stavba v zahradě nebo v parku, obvykle zděná, často ze stran otevřená a tím průvětrná, typicky doplněná o sloupové loubí. Oproti altánu mívá bohatou sochařskou výzdobu, kterou jsou oslavovány hrdinské činy. Hranice mezi pojmy altán, besídka, pavilon, chrámek nebo milohrádek je ale v běžném jazyce nevýrazná.
Prvotní účel stavby bývá zdobný a upomínající, druhotně je využívána k odpočinku, drobné hudební či dramatické produkci. Může sloužit i jako místo rozhledu, je-li vhodně umístěna. Gloriet je prvek zahradní architektury používaný v sadovnické tvorbě.

## Známé gloriety
Gloriet je ozdobou zámeckých parků, navržených v anglickém nebo romantickém stylu. Bývá vystavěn i samostatně, obvykle na návrší.
- v zámeckém parku vídeňského Schönbrunnu
- kolonáda na Rajstně v Lednicko-valtickém areálu
- v jižních zahradách Pražského hradu, zadní stěnou přiléhá k novým zámeckým schodům
- v zahradě Schönbornského paláce, viditelný z Pražského hradu, Karlova Mostu či Petřína, na glorietu vlaje americká vlajka, neboť v Schönbornském paláci od roku 1925 sídlí Velvyslanectví USA
- Klobouk, na návrší Kolébka u Koutu na Šumavě, okres Domažlice.
- u Malého Boru, okres Klatovy. Zřícenina.
- v parku vidimského zámku
- v Rennerových sadech ve Strakonicích
- na vrchu Chrast u Třebomyslic
- altán Gloriet z roku 1830 nad údolím řeky Oslavy poblíž Vlčího kopce, opraven v roce 2003
- Gloriet v Průhonickém parku přibližně z roku 1830, opraven 2010–11, vyhlídka na vrcholky stromů v parku po vystoupání 39 schodů je možná z výšky cca 8 m
- Gloriet na Františkově vrchu u zámku Žinkovy, okres Plzeň-jih.
- Gloriet v Růžové zahradě Děčínského zámku
- Gloriet v Poděbradech.
- Barokní gloriet u zámku Otín, okres Klatovy. Zajímavostí je, že zde pracoval František Palacký na svých Dějinách národa českého.